# Xã Schoolcraft, Quận Kalamazoo, Michigan
Xã Schoolcraft (tiếng Anh: Schoolcraft Township) là một xã thuộc quận Kalamazoo, tiểu bang Michigan, Hoa Kỳ. Năm 2010, dân số của xã này là 8.214 người.